# Rubén Calderón Bouchet
Rubén Calderón Bouchet (Chivilcoy, Buenos Aires, 18 de enero de 1918-Mendoza, 4 de septiembre de 2012) fue un filósofo, profesor y pensador tradicionalista argentino. Cultivó con gran finura la historia del pensamiento político en clave metafísico-teológica. Defensor del tradicionalismo religioso del arzobispo francés Marcel Lefebvre, en política puede ser considerado como un tradicionalista hispánico.

## Biografía
Nacido en Chivilcoy en 1918, tras una juventud aventurera donde fue vendedor ambulante de duraznos en Berisso, subteniente de reserva en la Caballería de Corrientes, agente de policía en San Juan, hasta que su hermano Daniel, médico en Mendoza lo trae hasta ésta. Allí se convirtió al catolicismo.
Estudió en la Universidad Nacional de Cuyo, en Mendoza, de la que sería catedrático hasta su jubilación. Formó parte del llamado Grupo Soaje que, bajo la tutela de Guido Soaje Ramos, se consolidó como una agrupación político-intelectual que llegó a ocupar un escaño en el Congreso. Pero además en ese círculo cimentó amistad intelectual con pensadores cuyanos de insuperable valía como Jorge Comadrán Ruiz, Denis Cardozo Biritos, Dardo Pérez Guilhou, Enrique Díaz Araujo y el francés Alberto Falcionelli.
Cercano al carlismo, escribió sobre Vázquez de Mella, y Sixto Enrique de Borbón lo creó caballero de la Orden de la Legitimidad Proscrita.
Es padre del sacerdote Álvaro Calderón, profesor de Filosofía y de Teología en el Seminario de la Reja de la Fraternidad Sacerdotal San Pío X. 

## Obras
- Calderón Bouchet, Rubén (1966). Ensayo sobre la formación y decadencia de la ciudad griega. Mendoza: Instituto de Historia, Universidad Nacional de Cuyo.
- Calderón Bouchet, Rubén (1966). Tradición, revolución y restauración en el pensamiento político de Don Juan Vázquez de Mella. Nuevo Orden.
- Calderón Bouchet, Rubén (1967). La contrarrevolucion en Francia. Buenos Aires: Librería Huemul.
- Calderón Bouchet, Rubén (1971). La formación de la ciudad cristiana (ensayo de inerpretación). Mendoza: Instituto de Ciencias Políticas.
- Calderón Bouchet, Rubén (1973). Los fundamentos espirituales de la ciudad cristiana. Mendoza: Comisión Asesora para la Investigación, Universidad Nacional de Cuyo.
- Calderón Bouchet, Rubén (1973). Sobre las causas del orden político. Mendoza: Instituto de Ciencias Políticas.
- Calderón Bouchet, Rubén (1976). Apogeo de la ciudad cristiana (2 volúmenes). Mendoza: Instituto de Ciencias Políticas, Universidad Nacional de Cuyo.
- Calderón Bouchet, Rubén (1977). La decadencia de la ciudad cristiana. Mendoza: Centro de Investigaciones, Universidad Nacional de Cuyo.